# Portret papieża Pawła III z wnukami Ottavianem i Alessandrem Farnese

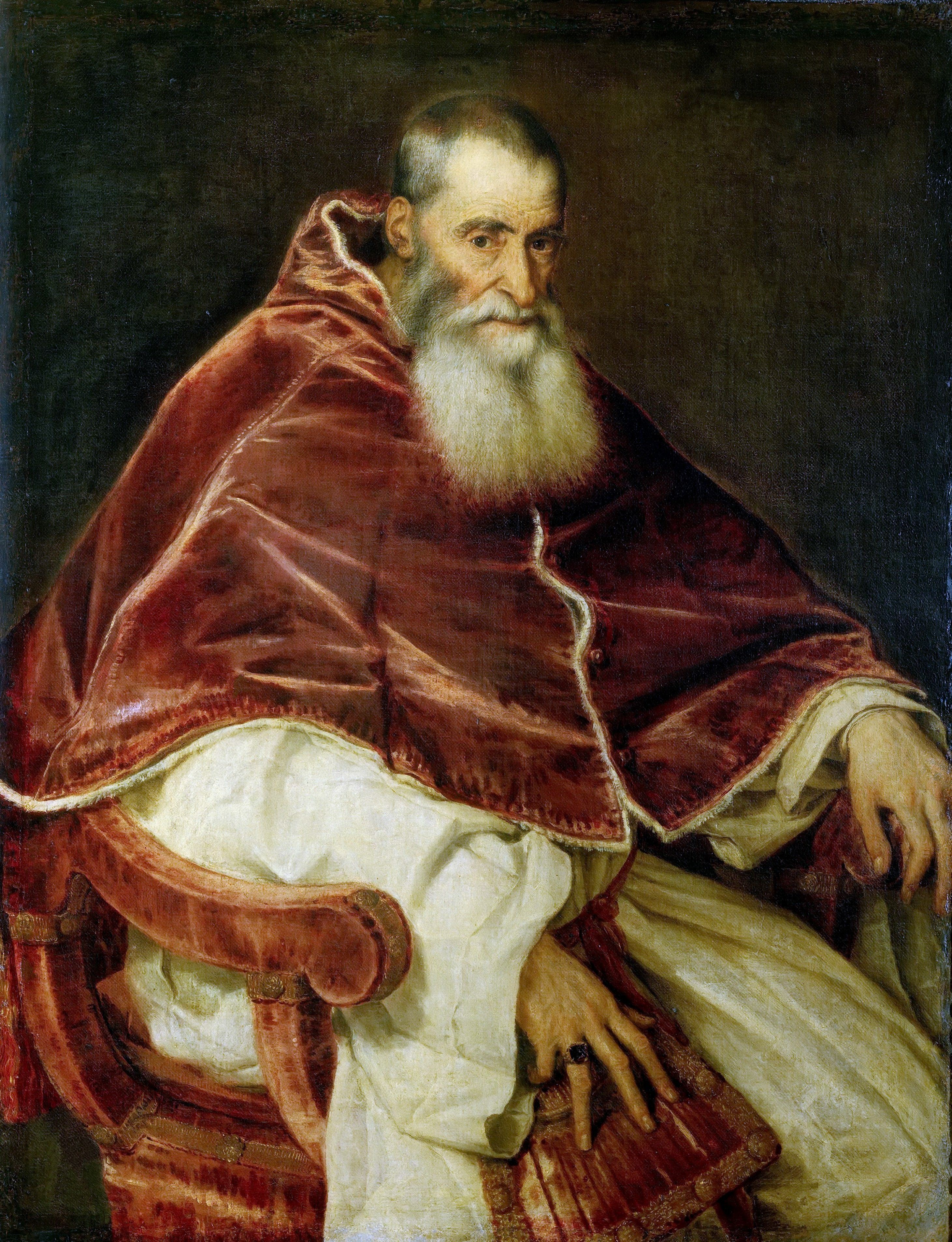
Portret papieża Pawła III z odkrytą głową

Portret papieża Pawła III z nepotami – portret renesansowego włoskiego malarza Tycjana znajdujący się obecnie w Museo di Capodimonte w Neapolu.
Pierwsze płótna związane z rodem Farnese, z którego pochodził papież Paweł III, powstały w 1542 roku. Tycjan sportretował młodego Ranuccia Farnese, młodszego syna Pierluigiego i wnuka papieża, późniejszego kardynała. W 1543 roku w Rzymie powstał pierwszy portret papieża pt. „Papież Paweł III” (1543, Neapol Museo Nazionale) przedstawionego jako starzec z długa biała brodą. W 1545 roku Tycjan namalował portret grupowy papieża z wnukami: Ottavianem i Alessandrem.
Papież został przedstawiony tradycyjnie jako starzec siedzący w fotelu, kurczowo obejmujący jego poręcz. Jego twarz, dość surowa, skierowana jest w stronę wnuka Okatwiusza Farnese, a jego wzrok groźnie przeszywa młodzieńca. Sylwetka papieża jest skręcona w kierunku Oktawiusza. Ten przedstawiony został w pozycji na wpół pochylonej do świątobliwości prawdopodobnie, by lepiej słyszeć jego słowa lub by, mówiąc szeptem, być lepiej słyszalnym. Na jego twarzy z pozoru zasłuchanej, widać fałszywość zamiarów i nadmierna służalczość. Za papieżem stoi drugi wnuk, kardynał książę Aleksander Farnese, wpatrzony w widza z lekko uniesioną dłonią. Portretowane postacie zostały przedstawione przez Tycjana w sposób odmienny od tradycyjnych, tworząc scenkę sytuacyjną nawiązującą do ówczesnej sytuacji i dziejów rodu. Płótno przedstawia więc papieża z buntującym się wnukiem Oktawianem i będącego z nim w zmowie Aleksandra. Tycjan, malując obraz, przedstawił psychologiczny obraz postaci, co było często przyrównywane do sztuki przedstawiania charakterów przez Szekspira. Obraz nie został ukończony, na co wskazuje dolna część obrazu i naszkicowane jedynie ręce, prawdopodobnie przez zbyt śmiałą interpretację malarza.